# Kloster Jonava

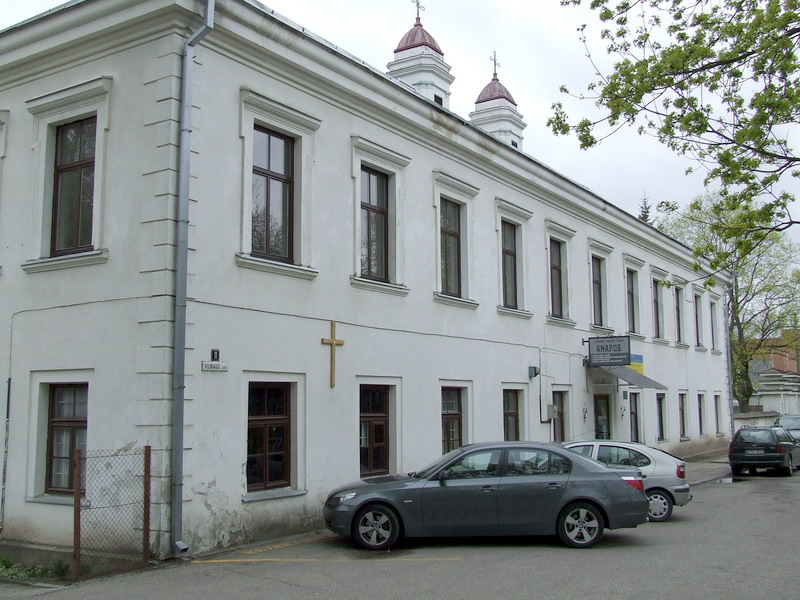
Das Kloster

Kloster Jonava (lit. Jonavos vienuolynas) war ein Kloster an der Kirche des Heiligen Apostels Jakobus in der Altstadt von Jonava (Dekanat Jonava). Es ist jetzt das Pfarrgemeindehaus. Das Gebäude hat zwei Etagen und zwei Eingänge. Hier gibt es ein Zentrum für Familie, ein Jugendzentrum „VARTAI“, eine „Caritas“-Kantine (2. Etage). Im Erdgeschoss gibt es eine Kapelle der Ewigen Anbetung.
Adresse: Vilniaus Str. 13.

## Geschichte
1750 wurde die hölzerne Kirche in Jonava gebaut und um 1775 das Marianer-Kloster gegründet. Bis 1782 gründeten die Marianer eine Gemeindeschule (sie wurden von Dominykas Kosakovskis nach Jonava eingeladen). Statt Marianer wurden die Trinitarier in Jonava 1791 eingeladen. 1797 verließen die Marianer Jonava.
Von 1791 bis 1793 wurden die Kirche und das Kloster erbaut sowie erweitert (wie vermutet, nach dem Projekt des litauischen Architekten Laurynas Gucevičius). 1827 wurden die Trinitarier aus Jonava von der Regierung vertrieben. Im Kloster ließen sich die Soldaten bis 1894 nieder. 1832 wurde das Kloster formal geschlossen. 1851 wurde das Kloster remontiert.